# Rosteig
Rosteig ist eine französische Gemeinde mit 488 Einwohnern (Stand 1. Januar 2021) im Norden des Départements Bas-Rhin in der Region Grand Est (bis 2015 Elsass). Sie gehört zum Arrondissement Saverne und zum Kanton Ingwiller.

## Geographie
Die Gemeinde Rosteig liegt im Elsass im Gebiet der in Frankreich so genannten Nordvogesen, etwa 25 Kilometer nordnordwestlich von Saverne (deutsch Zabern)  und acht Kilometer nördlich von La Petite-Pierre (deutsch Lützelstein). Das Gemeindegebiet grenzt an das Département Moselle und ist Teil des Biosphärenreservats Pfälzerwald-Vosges du Nord. Zu Rosteig gehört der Ortsteil Johannesberg.
Die Nachbargemeinden von Rosteig sind Soucht und Meisenthal im Norden, Wingen-sur-Moder im Südosten, Zittersheim im Süden, Puberg im Südwesten und Volksberg im Nordwesten.

## Geschichte
Von 1871 bis zum Ende des Ersten Weltkrieges gehörte Rosteig als Teil des Reichslandes Elsaß-Lothringen zum Deutschen Reich und war dem Kreis Zabern im Bezirk Unterelsaß zugeordnet.

## Bevölkerungsentwicklung
| 1910 | 1962 | 1968 | 1975 | 1982 | 1990 | 1999 | 2006 | 2012 | 2014 |
| ---- | ---- | ---- | ---- | ---- | ---- | ---- | ---- | ---- | ---- |
| 789  | 637  | 677  | 672  | 621  | 616  | 566  | 569  | 590  | 571  |

## Sehenswürdigkeiten
Der westlich des Ortes befindliche, etwa 3,0 m hohe Spitzstein (auch Menhir la Pierre Pointue genannt) hat an der Südseite eine Aushöhlung, die für eine kleine Statue gedient haben kann.
Der nordöstlich des Ortes gelegene und bereits zur benachbarten Gemeinde Meisenthal gehörende 4,4 m hohe Zwölfapostelstein wurde einige Jahrhunderte als Grenzstein zwischen den Départements Moselle und Bas-Rhin verwendet. 1787 wurde er in ein Kreuz umgewandelt, das die Figuren der zwölf Apostel überragt.
Ebenfalls nordöstlich des Ortes finden sich der sogenannte Dreipeterstein, eine Gruppe von Loogfelsen (mit Grenzmarkierungen versehene natürliche Felsen), die neben Wappen unter anderem die Jahresangabe 1608 tragen.
Bekannt wurde die Gemeinde durch den Dokumentarfilm Und ewig lockt der Gugelhupf aus dem Jahr 2004 von Friedrich Bohnenkamp.